# Mariano Vázquez Gómez

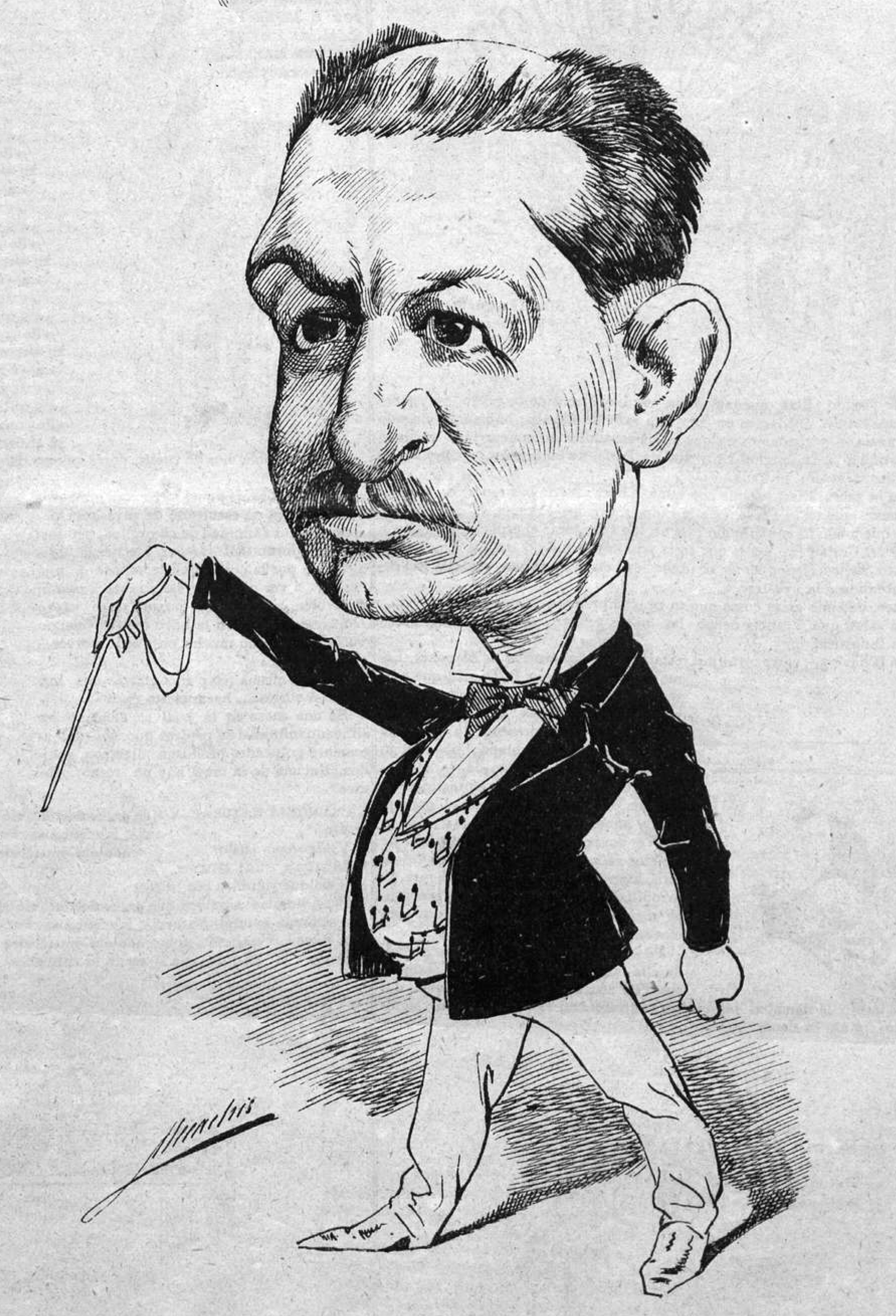
Caricaturizado por Mecachis (La Semana Cómica, 21 de septiembre de 1888)

Mariano Vázquez Gómez (Granada, 3 de febrero de 1831-Madrid, 17 de junio de 1894) fue un compositor, pianista, profesor de música y director de orquesta español.

## Biografía
Discípulo de Bartolomé Mira, organista de la Capilla Real, en 1851 comenzó a colaborar como pianista y compositor con el Liceo Artístico de Granada. En 1856 se trasladó a Madrid, donde ejerce como maestro concertador en el Teatro de la Zarzuela, y, más tarde, como director musical del Teatro Real. Junto a Jesús de Monasterio, en 1863 se integra como pianista en el grupo fundacional de la Sociedad de Cuartetos de Madrid, influyendo en la difusión de la música clásica y romántica alemana, poco conocida en España. 
En 1876 es elegido director de la orquesta de la Sociedad de Conciertos de Madrid, apoyado por un grupo de maestros capitaneado por Víctor Mirecki. Desde esta plataforma, su labor de difusión de la música sinfónica alemana sería impresionante: ejecuta las nueve Sinfonías de Beethoven en versión integral, las primeras ocho en 1878; y la Novena, por vez primera en España, en 1882. Se convierte, asimismo, en uno de los introductores de Wagner en el panorama musical español. A fin de 1882, por la oposición a su programación recibida de ciertos maestros de la orquesta, abandona su cargo en la Sociedad de Conciertos y, con él, dejan dicha orquesta numerosos miembros. Ese mismo año gana la oposición de Conjunto Coral, plaza que ocupa, a partir de entonces, en el Conservatorio de Madrid.
En 1884, presentado por varios maestros de la Capilla Real y por fama de innovador y amante de la música alemana, es nombrado maestro de la misma por la reina María Cristina.
Entre sus composiciones, destacan obras religiosas y alguna zarzuela, aunque su fama se debe más a sus obras para piano, instrumento del que era un virtuoso. También escribió una pequeña autobiografía titulada Algunos apuntes biográficos.
Fue miembro de número de la Real Academia de Bellas Artes de San Fernando, comendador de la Orden de Carlos III, y caballero de la Orden de Isabel la Católica.
- Datos: Q5998009
- Multimedia: Mariano Vázquez / Q5998009